# برنارد باريرا
برنارد باريرا (بالفرنسية: Bernard Barrera)‏ هو عسكري فرنسي، ولد في 4 فبراير 1962 في مارسيليا في فرنسا.